# Cecilia Metela (hija de Metelo Baleárico)
Cecilia Metela (en latín, Caecilia Metella) fue una dama romana hija de Quinto Cecilio Metelo Baleárico y hermana de Quinto Cecilio Metelo Nepote.

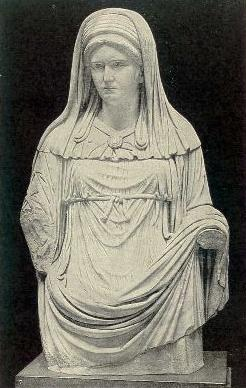
Escultura de una virgen vestal.

Fue virgen vestal y sacerdotisa de la diosa Juno Sospita. Gracias a su influencia fue capaz de rescatar al joven Julio César de la ira de su cuñado, el dictador Lucio Cornelio Sila, que lo había condenado a muerte por negarse a divorciarse de Cornelia.[cita requerida]
Fue también protectora de Sexto Roscio, acusado de parricidio, y defendido por Cicerón. Con este caso, Cicerón se ganó su reputación, lo que le permitió subir al consulado.
Se desconoce la fecha de su muerte, pero parece haber sobrevivido a Sila, que murió en 78 a. C. Se la ha identificado con la esposa de Apio Claudio Pulcro.